# نقل مياه الديسي
مشروع نقل مياه الديسي هو مشروع إمداد المياه إلى الأردن، صُمم لضخ 100.000.000 متر مكعب (2.2×1010 جالون امب) من المياه سنويا من طبقة الديسي الجوفية، (1) تقع طبقة الديسي الجوفية تحت الصحراء في جنوب الأردن وشمال غرب المملكة العربية السعودية. يتم ضخ المياه بالأنابيب إلى العاصمة عمان ومدن أخرى لتلبية الطلب المتزايد. بدأ البناء في عام 2009م و اكتمل معظمه في يوليو 2013م عندما افتتح الملك عبد الله الثاني بن الحسين المشروع.(2) بلغت التكلفة الإجمالية 1.1 مليار دولار أمريكي.
تم نقل مياه الديسي من طبقة الديسي الجوفية إلى عمان/ الأردن. كشفت دراسة عن أن الماء يحمل نشاط إشعاعي ويحتمل أن يكون خطرا للشرب، هذا الأمر أدى إلى إثارة الجدل حول المشروع. من جهتها صرحت وزارة المياه والري الأردنية أن النشاط الإشعاعي ليس مشكلة لأن المياه يجب أن تخفف بكمية متساوية من المياه من مصادر أخرى، على الرغم من أنه لا يزال هناك خلاف حول ما إذا كان هذا سيكون كافيا لرفع مستوى المياه إلى المستوى المطلوب. وقالت وزارة المياه والري إن هذه الدراسة غير دقيقة، حيث تم اختبار المياه التي ستستخدم بالمشروع.  و صرح رئيس نقابة الجيولوجين الأردنيين بهجت العدوان أن الإشعاع موجود في المياه على شكل غاز الرادون، وبالتالي يتبدد دون أن يشكل خطر . 

## نظرة عامة
تجمعت المياه في طبقة الديسي الجوفية قبل 30000 عام خلال عصر البليستوسين. يبلغ طوله 320 كيلومترا (200ميل) و يقع على عمق 500 متر (1600قدم) تحت الأرض داخل الحجر الرملي المسامي. يتم تصنيف طبقة المياه الجوفية على أنها طبقة مياه جوفية أحفورية، مما يعني أن المياه لا تتجدد إذا تمت إزالتها.
يحتوي الخزان الجوفي على معدل إعادة شحن 50.000.000 متر مكعب (1.1×1010 جالون إمبراطوري) من المياه سنويا. ومع ذلك، فإن إعادة الشحن هذه تتضائل مع معدل الاستخراج الحالي البالغ 90.000.000 متر مكعب (2.0×1010 جالون امب) من الاحتياجات الزراعية والمنزلية، بما في ذلك 15.000.000 متر مكعب (3.3×109 جالون امب) من المياه التي يتم توفيرها لمحافظة العقبة/ الأردن. 
معدل الاستخراج الحالي البالغ 90.000.000 متر مكعب (2.0×1010 جالون إمب9، إلى جانب معدل الاستخراج المستقبلي البالغ 100.000.000 متر مكعب (2.2×1010 جالون امب)، (1) من المتوقع أن يكون معدل إجمالي الاستخراج يبلغ 190.000.000 متر مكعب (4.2×1010 جالون أمب). و بهذا المعدل، فإن المياه في الخزان الجوفي ستستمر لمدة 50 عاما على الأقل، وفقا لشركة مياه الديسي. 
يقع جزء صغير فقط من طبقة الديسي المائية في الأراضي الأردنية، بينما تقع الغالبية تحت أراضي المملكة العربية السعودية. تستخرج المملكة العربية السعودية المياه من طبقة المياه الجوفية ( تسمى طبقة المياه الجوفية ساق في المملكة العربية السعودية).  أثار خزان المياه الجوفية هذا جدلا بين المملكة العربية السعودية والأردن، حيث طالب كل بلد البلد الآخر باستخدام كميات أقل من المياه المشتركة. لا يوجد اتفاق رسمي بين الدول فيما يتعلق بالمياه ويتم إنشاء مشروع نقل مياة الديسي دون استشارة أو مشاركة سعودية.
تعتبر المياه غير المدرة للدخل مشكلة خطيرة في العاصمة الأردنية عمان. حاليا، يتم فقدان 40% من المياه في عمان هي مياه عادمة. يبلغ متوسط وصول المياه إلى الأفراد 36 ساعة/ أسبوع. إذا استمرت مشكلة المياه فمن الممكن ان يتم فقد جزء كبير من المياه التي توفرها مشروع نقل مياه الديسي واليت يتم ضخها عبر الأنابيب إلى عمان.
تم اقتراح مشروع نقل مياه الديسي لأول مرة في التسعينات، ولكن كان ينظر إليه في البداية على أ، ه مكلف للغاية. تم الانتهاء من دراسة الجدوى الخاصة بالمشروع في عام 1996م.  لكن لم تتمكن الحكومة الأردنية حتى عام 2007م من التعاقد مع شركة لبدء البناء.

## التصميم والنقل
سيضخ المشروع المقترح من قبل الحكومة الأردنية 100.000.000 متر مكعب (2.2×1010 جالون امب) من المياه سنويا من 55 بئرا في الخزان الجوفي.  و مع ذلك سيتم حفر ما مجموعه 64 بئرا، وسيتم استخدام الآبار الإضافية كمقاييس ضغط لقياس ارتفاع المياه.  سيتم استخدام تسعة من الآبار المنتجة للمياه البالغ عددها 55 في حالات الطوارئ فقط. سيتم حفر الآبار المنتجة للمياه بعمق 600-700 متر (2000 - 2300 قدم). تتمثل الخطة في ضخ آبار مقياس الضغط لمدة 25 عاما، وفقا لمدير المشروع. 
بعد ضخ المياه من الآبار سيتم بعد ذلك نقل المياه إلى عمان، عبر خط أنابيب بطول 352 كم (202 ميل)، يمر عبر محطة ضخ، ثم يتدفق بالجاذبية ويتم ضخه مرة أخرى. الخزانات القريبة من عمان مساحتها فقط 200 متر (660 قدم) أعلى من مساحة السطح حيث يقع حقل الضخ. ومع ذلك، فإن فارق الارتفاع الكلي الذي يجب رفع المياه من خلاله بواسطة محطتي الضخ يبلغ حوالي 800 متر (2600 قدم). يتطلب ضخ المياه عبر خط الأنابيب المقترح 4 كيلو واط/ ساعة لكل متر مكعب من المياه. سيتطلب المشروع بأكمله ما يقرب من 4% من إنتاج الكهرباء الحالي في الأردن. من المتوقع أن يكتمل المشروع بحلول يناير 2017 و يستمر لمدة 25 عاما أو حتى بناء قناة البحرين. 
سيتم تقسيم 100.000.000 متر مكعب (2.2×1010 جالون امب) من المياه بين خزان أبو علندا وخزان دابوق. سيتم إرسال ما يقارب 40.000.000 متر مكعب (8.8×109 جالون امب) من المياه إلى خزان أبو علندا حيث سيتم تخفيفها بالمياه من محطة تحلية ماعين وكذلك مياه الوالة. سيتم إرسال 60.000,000 متر مكعب المتبقية (1.3×1010 جالون امب) من المياه إلى خزان دابوق حيث سيتم تخفيفها بالمياه من محطة معالجة زي وكذلك من مياه الواله. تشير التقديرات إلى أن تكلفة المتر المكعب من مياه المشروع ستكون 0.74 دينار أردني (1.05 دولار أمريكي). 

## عمليات البناء
في يونيو 2009، بدأت شركة GAMA التركية في البناء.(15) و بحلول فبراير 2011، تم الانتهاء من ثمانية آبار لقياس ضغط المياه وبئرين لإنتاج المياه. كان من المقرر حفر ثلاثة وعشرين بئرا أخرى، وتركيب 85 كم (53ميل) من الأنابيب. بحلول أبريل 2011، وصل 99% من أنابيب المشروع البالغ طولها 340 كيلومترا (210ميل) من تركيا. و ذلك وفقا لما قاله مصدر لصحيفة جوردان تايمز. ذكر هذا المصدر أن المشروع اكتمل بنسبة تزيد عن 50% وأن ذلك تم قبل الموعد المحدد. 
تأخر البناء بسبب أعضاء ساخطين من قبيلة بدوية تعيش في المنطقة، زعم أنهم أرهبوا العمال بإطلاق النار في الهواء وعلى معدات البناء. توقفت جميع الأعمال لمدة أسبوعين بعد مقتل موظفين اثنين في يناير 2011.
يزعم أن أحد أفراد القبيلة البدوية قتل. كانت القبيلة منزعجة لأنها لم تستأجر صهاريج المياه الخاصة بها، بحسب عدنان زعب، مساعد الأمين العام في وزارة المياه والري. لإرضاء القبيلة، أعلنت GAMA بعد ذلك عن خطط استئجار صهاريج من القبيلة.  ومع ذلك، بالقرب من موقع القتل، قامت مدينة معان باحتجاجات على تقاعس الحكومة عن معاقبة القتلة. [بحاجة لمصدر] خلال شهري أكتوبر ونوفمبر 2011، تم تعليق أعمال البناء في الجزء الجنوبي من المشروع من الأحساء إلى المدورة بسبب مشاكل أمنية تسببت فيها القبائل، وبالتالي هناك تأخير في هذا الجزء مما سيؤثر على تاريخ الانتهاء من المشروع.

## التمويل
يتم تمويل المشروع بموجب عقد امتياز بناء وتشغيل و نقل بين الحكومة الأردنية وشركة مياه الديسي (ديواكو)، و هي شركة تابعة لشركة افنشاءات التركية جاما إنرجي. جاما إنرجي هي مشروع مشترك بين شركة جاما القابضة التركية وشركة جنرال إلكتريك  إنرجي فاينانشيال سيرفيسز الأمريكية.  ديواكو مسؤولة عن بناء المشروع على مدى 4 سنوات وتشغيله لمدة 25 سنة أخرى.
في نهاية فترة الامتياز تنتقل الملكية إلى الحكومة الأردنية.  تحتفظ ديواكو بأي أرباح وستتحمل مخاطر فقدان حقوق الملكية. تتولى أعمال البناء جاما باور سيستمز، وهي شركة تابعة لجاما القابضة، بموجب عقد تسليم مفتاح الهندسة والمشتريات والبناء مع ديواكو. سيتم تنفيذ العملية من قبل Disi Amman Operation Maintenance LLC، وهي شركة فرعية مملوكة بالكامل لشركة المياه الفرنسية Suez Environnement، بموجب عقد تشغيل منفصل مع ديواكو. 
يتم تمويل المشروع من خلال مساهمة رأس المال بحوالي 200 مليون دولار أمريكي من ديواكو، ومنحة 300 مليون دولار أمريكي وتسهيل احتياطي بقيمة 100 مليون دولار أمريكي من الحكومة الأردنية، بالإضافة إلى 475 مليون دولار أمريكي من القروض الخارجية إلى ديواكوا.  من المتوقع أن تبلغ التكلفة الإجمالية للمشروع 1.1 مليار دولار أمريكي.  أقرض كل من البنك الفرنسي المملوك للدولة PROPARCO، وهو جزء صغير من وكالة التنمية الفرنسية (AFD) التي تدعم القطاع الخاص، وبنك الاستثمار الأوروبي (EIB) حوالي 100 مليون دولار أمريكي لشركة ديواكو. قامت المؤسسة العربية المصرفية بتجميع حزمة القروض.  تأتي معظم المنح الحكومية الداعمة للمشروع من القروض السيادية الميسرة التي اقترضتها الحكومة الأردنية من بنك الاستثمار الأوروبي والوكالة الفرنسية للتنمية وتمريرها كمنحة للمشروع.  قدمت الوكالة الفرنسية للتنمية 50 مليون دولار لمنحة الدولة و 48 مليون دولار للمنحة الاحتياطية. 

## مخاوف النشاط الإشعاعي
أصبح المشروع مثيرا للجدل في عام 2009 م عندما كشفت دراسة أجراها أفنير فينجوش من جامعة ديوك أن مياه الديسي مشعة للغاية. تم اختبار المياه من 37 بئرا موجودة في الخزان الجوفي، وكانت جميعها باستثناء واحدة تحتوي على تركيزات من الراديوم - 226 و النظائر المشعة - 228 و التي تجاوزت المعايير الدولية لمياه الشرب. تجاوزت بعض المياه المختبرة المعايير بنسبة 2000%. 
تم ربط شرب الماء بسرطان العظام وسرطان الدم. على الرغم من ارتفاع تكلفة المياه، إلا أنه يمكن تنقيتها من النظائر المشعة من خلال تنقية التبادل الأيوني.
صرحت وزارة المياه والري الأردنية ان النشاط الاشعاعي ليس مشكلة لأن الماء يجف أن يخفف بكمية متساوية من المياه من مصادر أخرى، من المفترض أن يؤدي هذا التخفيف إلى خفض النشاط الإشعاعي للماء بمقدار النصف، وفقا لبيانات فينجوش، هذا لن يكون كافيا لرفع مستوى المياه إلى المستوى القياسي. لكن وزارة المياه والري أعلنت أن بيانات فينجوش غير دقيقة، حيث أن دراسته لم تختبر المياه من أي من الآبار التي ستستخدم في المشروع. نظرا لاختلاف الإشعاع من بئر إلى بئر، فمن الممكن أن البيانات التي تم تجميعها من فينجوش لا تعكس بدقة مصادر المياه التي سيتم استخدامها في المشروع.
على الرغم من أن الاختبار في مواقع الآبار التي تزود العقبة يكشف عن نشاط إشعاعي عالي، إن الاختبار الذي تم إجراؤه باستخدام المياه من الصنبور في العقبة يظهر أن المياه آمنة. لا يوجد تفسير مؤكد لهذه الظاهرة، على الرغم من الافتراض بأن عمق الآبار (الآبار التي تزود العقبة ضحلة نسبيا) قد يلعب دورا حيث يتباين الإشعاع بشكل كبير في الأعماق الضحلة. في مايو 2011 صرح رئيس نقابة الجيولوجيين الأردنيين بهجت العدوان أن الإشعاع موجود في المياه على شكل غاز الراديون، وبالتالي يتبدد دون ضرر عند تعرض الماء للهواء على السطح. و مع ذلك، لم يتم تأكيد هذا التفسير علميا.
و قال وزير المياه والري حازم الناصر خلال افتتاح الناقل في يوليو 2013 أنه بعد خلط مياه الديسي الإشعاعية يقل إشعاع مياه الديسي عن 0.5 ملي سيفرت سنويا. يبلغ متوسط الجرعة الطبيعية العالمية تعرض الإنسان للإشعاع حوالي 2.5 - 3 ميلي سيفرت في السنة. قال الوزير خلال مؤتمر صحفي «مياه الديسي أنقى من المياه المعبأة وأنا أتحمل كامل المسؤولية عما أقوله». 